# Submarino U-397
El submarino alemán U-397 fue un submarino tipo VIIC de la Kriegsmarine de la Alemania nazi durante la Segunda Guerra Mundial. Realizó una única patrulla. No hundió ni dañó ningún barco durante su servicio. Fue hundida en el norte de Alemania el 5 de mayo de 1945, durante la operación Regenbogen por parte de los mismo alemanes.

## Diseño
Los submarinos alemanes Tipo VIIC fueron precedidos por los submarinos más cortos Tipo VIIB. El U-386 tenía un desplazamiento de 769 toneladas (756,9 LT) cuando estaba en la superficie y 871 toneladas (857,2 LT) mientras estaba sumergido.  Tenía una longitud total de 67,1 m (220' 1,70"), una eslora de casco presurizado de 50,5 m (165' 81/5"), una viga de 6,2 m (20' 4,10"), una altura de 9,6 m (31' 6"), y un calado de 4,74 m (15' 63/5") . El submarino estaba propulsado por dos motores diésel sobrealimentados Germaniawerft F46 de cuatro tiempos y seis cilindros, produciendo un total de 2800 a 3200 caballos de fuerza métricos (2060 a 2350 kW; 2760 a 3160 shp) para uso en superficie, dos motores eléctricos Brown, Boveri & Cie GG UB 720/8 de doble acción que producen un total de 750 caballos de fuerza métricos (550 kW; 740 shp) para uso sumergido. Tenía dos ejes y dos hélices de 1,23 m (4 pies ) . El barco era capaz de operar a profundidades de hasta 230 metros (750 pies). 
El submarino tenía una velocidad máxima en superficie de 17,7 nudos (32,8 km/h; 20,4 mph) y una velocidad máxima sumergida de 7,6 nudos (14,1 km/h; 8,7 mph).  Cuando estaba sumergido, el barco podía operar durante 80 millas náuticas (150 km; 92 mi) a 4 nudos (7,4 km/h; 4,6 mph); cuando salió a la superficie, podría viajar 8.500 millas náuticas (15.700 km; 9.800 mi) a 10 nudos (19 km / h; 12 mph). El U-597 estaba equipado con cinco tubos de torpedos de 53,3 cm (21 pulgadas) (cuatro instalados en la proa y uno en la popa), catorce torpedos , un cañón naval SK C / 35 de 8,8 cm (3,46 pulgadas) , 220 rondas y un Cañón antiaéreo C/30 de 2 cm (0,79 pulgadas) . El barco tenía una tripulación de entre cuarenta y cuatro y sesenta marineros.  

## Historial de servicio
El submarino se colocó el 29 de agosto de 1942 en el astillero Howaldtswerke en Kiel como el número 29, se botó para el 6 de octubre de 1943 y se puso en servicio el 20 de noviembre bajo el mando del Oberleutnant zur See Fritz Kallipke.
Sirvió en la 5.ª Flotilla de submarinos desde el 20 de noviembre de 1943 y en la 7.ª flotilla desde el 1 de junio del mismo año. Fue reasignada a la flotilla 23 el 1 de julio de 1944, luego a la flotilla 31 el 20 de febrero de 1945.
La primera patrulla del barco estuvo precedida por el corto viaje desde Kiel en Alemania a Stavanger, en Noruega, llegando al puerto el 2 de junio de 1944.

### Patrulla
El U-397 partió de Stavanger el 8 de junio de 1944 y regresó allí mismo el 24 del mismo mes.
El barco regresó a Kiel en Alemania el 4 de julio de 1944.

### Hundimiento
El submarino fue hundido el 5 de mayo de 1945 en Geltinger Bucht (al este de Flensburg) como parte de la Operación Regenbogen, para que no cayeran en manos de los enemigos. Los restos del naufragio fueron reflotados después de la guerra.